# シマノ・XTR
XTR（エックスティーアール）は、株式会社シマノが開発、販売するマウンテンバイク用コンポーネントである。1992年の発売以来、同社の提供する製品群の最高位に位置し、クロスカントリー及びトレイルレース向けの最高級コンポーネントとして提供され、技術・素材ともに妥協のない設計がなされている。

## 概要
発売当初はラピッドファイヤープラスと8速の組み合わせであった。
パーツが持つ基本的な機能は、他のグレードのパーツと共通しておりスプロケットも9速（M980シリーズより10速、M9000シリーズより11速、M9100シリーズより11/12速）であるが、チタニウム素材をふんだんに投入し、妥協のない軽量化が特徴となっている。一例を挙げれば、チタニウムとアルミニウム合金を素材に用いたXTRグレードのリアハブ軸および9速スプロケットの合計重量は、わずか494グラム（270g+224g）である。ひとつ下のグレードで、スチール+アルミ合金による同社製レース向け軽量コンポーネントDeore XTが633グラム（369g+264g）であるのと比較した場合、この部分だけで140グラム近くも軽くなっている。
フロントハブには通常の10ミリ軸100ミリ幅のものに加え、ダウンヒル用MTBによく用いられる、より強度の高い20ミリ軸110ミリ幅のものも用意されている。
ブレーキはVブレーキ及び油圧式ディスクブレーキが用意される。Vブレーキは、ブレーキシューがリンクを介して平行に移動するパラレルリンク式である。油圧式ディスクブレーキについては、クロスカントリー用MTBに用いられる160ミリディスク、ダウンヒル用MTBに用いられる203ミリディスクに加え、フォークロスレースなどより大きな制動力が求められる場合に対応した180ミリディスクや、よりコントロールしやすく、また軽量な140ミリディスクも用意される。
最高の性能を追求したグレードであることから、相応に高価であり、同一部位のバーツで比較した場合Deore XTのそれに比べ、2～3倍の価格になるものもある。完成車では定価50万円クラス以上のものに採用される。

## M980系
2010年8月、XTRシリーズのフルモデルチェンジが行われ、型番をM980とする新シリーズが発表された。先にDeore XT/SLXに投入されていた、Dyna-sysと称するクロスレシオ10速化が行われ、同社がそれまで積極的に推進してきたMTB向けSTIレバーと、ローノーマルリアディレーラは完全に廃されている。また、従来の専らクロスカントリーレース向けを中心とした製品構成から、軽量化を重視したクロスカントリー向け製品と、強度を重視したトレイル・オールマウンテン向け製品の二つの製品群が設定された事が特徴となる。

## Tips

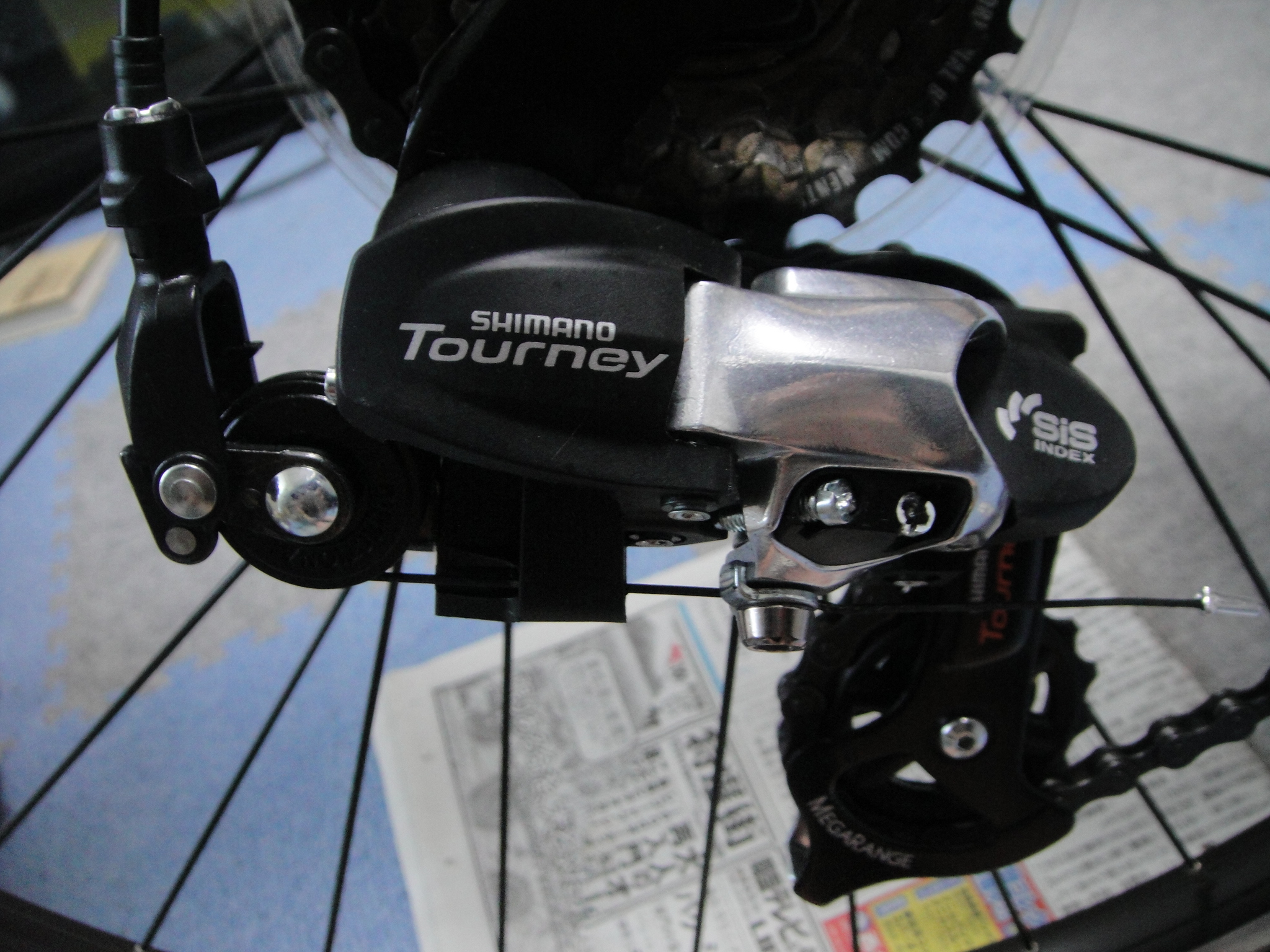
XTRのシフトケーブルの装着例（TourneyRD-TX71）

高価なXTRグレードのパーツの中では、手の届きやすい価格にあるのがブレーキ及びディレーラ用ワイヤーセットである。XTRグレードのケーブルにはコーティングがなされており、抵抗の少ない滑らかな動作をする。そこで、DeoreからTourneyまでの下位グレードのパーツを組みつけているMTBでも、このワイヤーセットに交換するだけで、操作感が向上する。もっとも費用対効果の高いチューニングのひとつとして愛好者に知られている。

## 歴代モデル
- M900系（1992年発売）
- M950系（1996年発売）
- M960系（2003年発売）
- M970系（2007年発売）
- M980系[1]（2011年発売） - リア10速対応。シングルテンションとスタビライザーでチェーン落ちを防ぐ、シマノ・シャドー・RD+[2]登場
- M9000系[2]（2014年発売）- リア11速対応。
- M9100系[3]（2018年発売） - リア12速対応。10枚歯のトップギアを実現するカセットスプロケットとフリーハブのMICRO SPLINE[4]導入
- M9200系（2025年発売） - ワイヤレスディレーラー対応[5]。